# Месватн
Месватн (норв. Møsvatn/Møsvann) — озеро в комуні Віньє у фюльке Вестфолл-ог-Телемарк, що в Норвегії. Це одне з найбільших озер у Норвегії із загальною площею у 79.1 км². Озеро лежить на сході від національного парку Гарданґервідда, у Шієнському водозборі. Озеро витікає у річку Мона там, де знаходиться дамба, що збудована на кордоні між комунами Віньє та Тінн. Довжина озера у найбільш витягнутій частині — 40 кілометрів. Месватн, по норвезьких мірках, — неглибоке гірське озеро, що сягає глибини до 68,5 метрів.

## Історія
19 листопада 1942 року, у рамках планів саботажу німецької ядерної програми, зокрема, виробництва важкої води, солдати на парапланах приземлялись на вкритому льодом озері Месватн близ ГЕС Веморк, біля містечка Рюкан. Ця операція не досягла успіху, проте взагалом, завдяки зусиллям норвезького руху опору, виробництво важкої води було саботоване, що врешті-решт стримало розвиток німецької ядерної програми.